# Bitva u Chlumce nad Cidlinou
Bitva u Chlumce nad Cidlinou byla menším bojovým střetem mezi císařskými oddíly a selskými povstalci z několika panství ve východních Čechách během Selského povstání roku 1775. Odehrála se ve dnech 25. až 26. března 1775 v prostoru mezi městem Chlumec nad Cidlinou a zdejším zámkem Karlova Koruna, jejímž přímým důsledkem bylo finální zlomení odporu rebelujících sedláků a v následných dnech i úplné potlačení povstání.  
Tato porážka následně dala vzniknout českému příměru a úsloví „dopadnout jak sedláci u Chlumce“. Ve skutečnosti se však jednalo o vítězství, neboť povstání přímo vedlo k zavedení Robotního patentu o pět měsíců později a tím k omezení roboty v Čechách a na Moravě, z dlouhodobějšího hlediska pak k patentu o zrušení nevolnictví (1781). 

## Pozadí
Po sedmileté válce byla hospodářská situace říše řízené císařovnou Marií Terezií značně neutěšená. V letech 1770 až 1772 vypukl v zemi hladomor, venkované byli přitom povinni robotou. Počátkem roku 1775 začaly v pohraničních oblastech říše, na Teplicku, Broumovsku a Náchodsku, sílit nepokoje, které se postupně šířily do celého vnitrozemí. Ohniska povstání vznikala v horských a podhorských oblastech, ve kterých byla situace po hladomoru nejsvízelnější. V únoru 1775 začalo na Náchodsku působit selské „guberno“ pod vedením rtyňského rychtáře Antonína Nývlta, svobodného rychtáře, hospodáře, který se stal zároveň vyjednavačem s vrchností a na rozdíl od jiných rychtářů umírňoval lidové vášně. Selské guberno vydalo narovnání, které upravovalo robotu a vydávalo vzory rozpisů robot. Působilo na devíti panstvích a bylo považováno za hlavního podněcovatele selského povstání

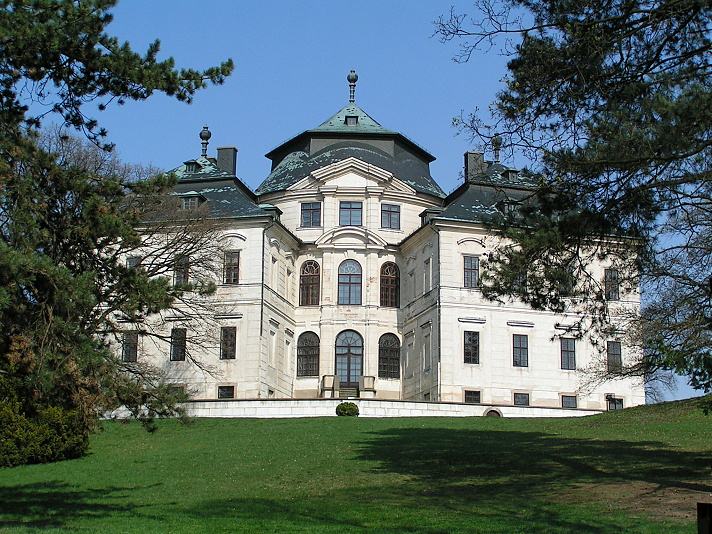
Zámek Karlova Koruna

20. března 1775 vypukly na Náchodsku a Chlumecku selské nepokoje, došlo k demolování vrchnostenských kanceláří a zámků, kdy si sedláci a rolníci vynucovali zrušení roboty. To bylo především podnícenou fámou, že existuje císařský patent o zrušení roboty, který ale vrchnost před poddanými tají. Povstání získalo v prvních dnech poměrně značnou podporu ve venkovských oblastech širokého Polabí. 
24. března bylo vysláno několikasethlavé poselstvo do Prahy, kde chtělo jednat o robotních požadavcích, před branami města bylo však zastaveno vojskem vedeným Antonínem Nosticem, zajato a uvězněno v pražské Invalidovně. Zbylí povstalci byli pak vyzváni přímým patentem císařovny, aby se rozešli do domovů a očekávali nové vyměřovací lhůty roboty. Po zprávách o neutuchajících nepokojích na Náchodsku bylo aktivizováno vojsko.

## Průběh bojů

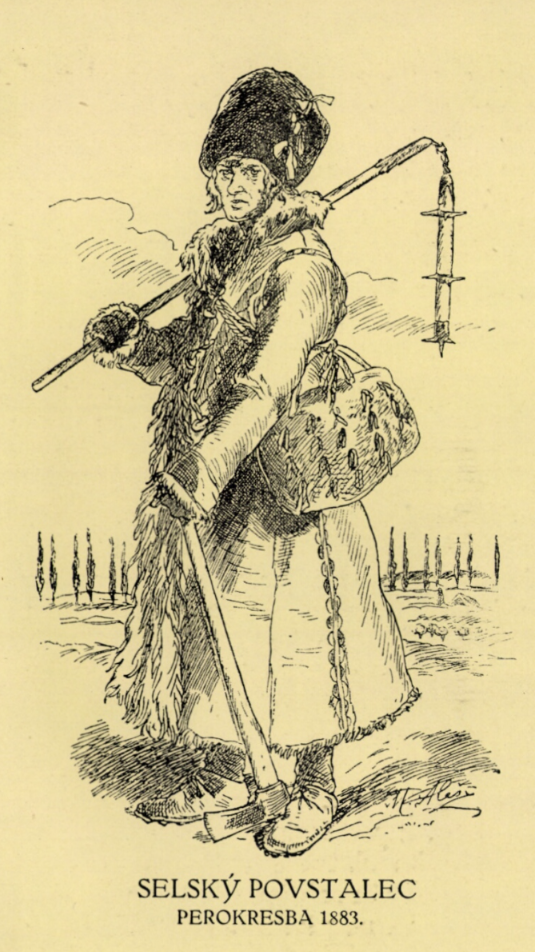
Mikoláš Aleš: Selský povstalec, kresba 1883

25. března dorazil dav improvizovaně ozbrojených sedláků k Chlumci nad Cidlinou, jenž patřil rodu Kinských. Jejich mluvčím se stal Matěj Chára, rychtář v Obědovicích, jedním z vůdců také Matěj Chvojka z Roudnice, známý mezi povstalci pro svou podobu s budoucím císařem Josefem II. Ve městě se v té chvíli nacházelo jen 8 vojáků, měšťané proto zatarasili ulice barikádami a připravili se na útok povstalců. Chlumečtí se útoku ubránili, neboť na poslední chvíli vstoupily do města vojenské posily a odrazily útok vzbouřenců. Na bojišti byli usmrceni dva sedláci, další byli zatlačeni do Chlumeckého rybníka, kde se utopili, a 74 jich padlo do zajetí.
Následujícího dne, v neděli 26. března, se sedláci pokusili o další útok se záměrem zámek vypálit. Ten však dopadl ještě hůř než útok z předchozího dne. Jakmile zahájily císařské jednotky střelbu a objevili se první mrtví a ranění, sedláci začali ustupovat a nakonec se dali na útěk. Při tomto útoku bylo 5 mužů zabito, 3 utonuli a 211 bylo zajato. Na následky zranění zemřelo ještě asi dalších 16 mužů, zatímco císařské vojsko ztratilo dva muže. V následujících dnech nastalo zatýkání vzbouřenců.

## Hodnocení bitvy

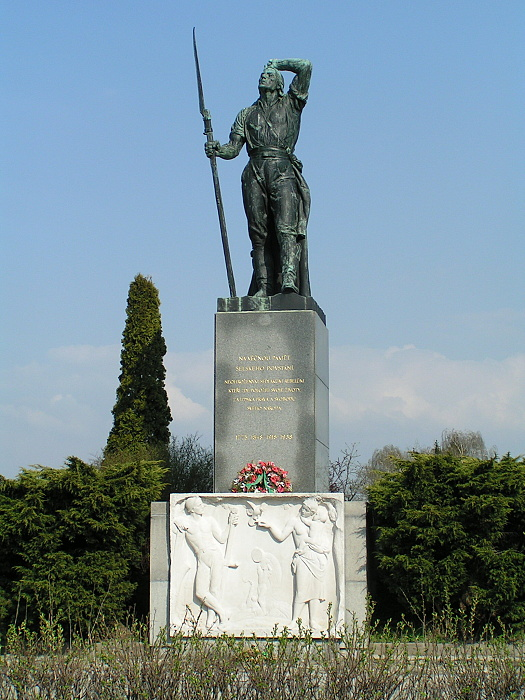
Jakub Obrovský: Pomník selských bouří v Chlumci nad Cidlinou

Porážka povstaleckého davu u Chlumce znamenala faktický konec selského povstání ve východních Čechách. Vojsko zahájilo postup z Chlumce do Rtyně, kde byl bez boje zajat vůdce selského guberna Antonín Nývlt s řadou svých spolubojovníků. V následujících dnech byl pak dopraven do Hradce Králové a posléze do Prahy, kde stanul 3. dubna i s dalšími před soudem. 9. dubna pak císařovna účastníky rebelie omilostnila tzv. generálním pardonem se snížením trestů za slib loajality. Došlo pouze k sedmi exemplárním popravám za činy proti církevnímu majetku a svatokrádeže. 
I přes porážku přispělo povstání k urychlení procesu, jenž vedl v roce 1781 k vyhlášení patentu o zrušení nevolnictví císaře Josefa II.
V blízkosti Chlumce nad Cidlinou byl jako připomínka bitvy v období První republiky vztyčen Pomník selských bouří v podobě sochy selského povstalce v nadživotní velikosti s kosou upravenou do funkce sečné zbraně od sochaře Jakuba Obrovského.